# 납남자
납남자(拉南者)는 중국이나 북한 등지에서 대한민국에 의해 납치된 것으로 주장되는 사람들을 일컫는 용어다.

## 냉전기의 납남자
2005년 6윌 3일 김성호 전 국회의원(제16대 국회의원)은 KBS 라디오 박인규의 집중인터뷰에서 납남자가 대여섯명 있다고 주장했다. 
2022년 8월 대한민국의 진실화해위원회가 휴전 후 황해도에서 북파공작원에 의해 남한으로 납치된 김주삼씨의 납치 피해 사실을 인정해 김주삼씨가 최초로 공인된 납남자가 되었다.

## 기획 탈북에 의한 납남자
북한은 류경식당 집단탈북 사건이 남한의 납치라고 주장한다.

## 같이 보기
- 북한이탈주민